# کیان‌آباد (اهواز)
کیان‌آباد، با ۳۷ خیابان «۱۲ متری» و ۷ خیابان «هجده‌متری» مسکونی، بزرگ‌ترین محلهٔ مسکونی در شهر اهواز، و از محله‌های شناخته‌شده، مرفه، پررفت‌وآمد و زنده، واقع در شمال‌غرب این شهر می‌باشد. این محله، به‌جهت موقعیت جغرافیایی مناسب، خیابان‌بندی منظم و دسترسی به خدمات شهری و تجاری، یکی از بخش‌های محبوب میان مردم متوسط رو به بالا در اهواز به‌شمار می‌رود.

## موقعیت جغرافیایی
کیان‌آباد، همچون محلهٔ کیان‌پارس، در شمال اهواز، و در غرب رودخانهٔ کارون قرار دارد. از غرب با محلهٔ مهرشهر هم‌مرز است. ریل راه‌آهن، مرز میان کیان‌آباد و مهرشهر، خیابان وهابی، مرز میان کیان‌آباد و کیانپارس در شرق می‌باشد.

## تاریخچه
موضوع شهری‌سازی و گسترش کیان‌آباد و کیانپارس، پیش از انقلاب ۱۳۵۷، در طرح جامع اهواز، توسط مؤسسهٔ مهندس دکتر علی ادیبی تهیه و بیان شد، و در ادامه، همزمان با کیانپارس، ساخت و گسترش و آبادی در کیان‌آباد نیز آغاز شده و شتاب گرفت. شهروندان اولیه در این دو محله، اغلب از کارمندان دولت و کارکنان شرکت‌های نفتی بودند که از تحصیلات بالا و سطح درآمد بالایی برخوردار بودند. کیان‌آباد به‌تدریج به یک محلهٔ مسکونی گسترده با بافت شهری نوین تبدیل شد و امروزه به‌دلیل آرامش و امکانات، از محبوبیت بالایی برخوردار است.

## ویژگی‌های شهری
کیان‌آباد از محله‌های دارای بافت نوین در اهواز شمرده می‌شود. خیابان‌های این منطقه اغلب دارای عرض مناسب و پیاده‌روهای استاندارد هستند. علاوه‌بر آن، درختکاری‌های شهری، آپارتمان‌سازی در کنار خانه‌های ویلایی و امکانات زیرساختی مناسب، بافت شهری این منطقه را شکل داده‌اند.

## بافت اجتماعی
شهروندهای این محله، اغلب از قشر تحصیل‌کرده همچون کارمند، پزشک، مهندس و همچنین از قشر بازاری هستند. این تنوع در این سطح، باعث افزایش میزان امنیت و فرهنگ در این محله شده است.

## مرکز تجاری و خدماتی
- مرکز خرید خلیج فارس اهواز، در خیابان یک شرقی کیان‌آباد واقع است، که از جاذبه‌ها و مرکزهای تفریحی-خدماتی بزرگ در اهواز شمرده می‌شود.[۶]

## آموزش و سلامت
در کیان‌آباد، مدرسه‌های دولتی و غیردولتی، آموزشگاه‌های فنی و زبان‌خارجی و مهدکودک‌ها وجود دارند. چندین داروخانه، درمانگاه و مطب پزشکان متخصص، ازجمله درمانگاه شبانه‌روزی کیان‌آباد، خدمات سلامت عرضه می‌کنند.

## مرکز مذهبی
در این محله، تنها چندین مسجد جهت انجام عبادت و برگزاری مراسم‌های اسلام-شیعی وجود دارد، و هیچ امکاناتی برای سایر اقلیت‌های مذهبی وجود ندارد:
- مسجد و حسینیه «پنج تن آل عبا»
- مسجد «امام علی»
- مسجد «امام خمینی»

درحقیقت، در این منطقه، پرداختن به موضوعات مذهبی غیر اسلام شیعی، نوعی تابو شمرده می‌شود.

## تفریح و سرگرمی
پارک‌های شهری، پیاده‌روهای مناسب برای پیاده‌روی و فضای سبز، ازجمله امکانات تفریحی کیان‌آباد هستند:
- پارک فدک
- پارک شفق
- بوستان محله‌ای شفق
- پارک فردوس

زندگی شبانه: کیان آباد در کنار محلهٔ همسایه، کیان‌پارس، به‌ویژه در خیابان وهابی، شب‌های شلوغ و پررونق و زنده‌ای دارد. اما این محله در مقایسه با کیان‌پارس، که به‌طورخاص در خیابان چمران، به‌دلیل وجود رستوران‌ها، قهوه‌خانه‌ها، و Fast Foodها، شب‌های شلوغی دارد، از آرامش بیشتری برخوردار است. با این حال، سوت قطار و لرزش‌های ناشی از ریل راه‌آهن در غرب کیان آباد، ممکن است آرامش شهروندها را تا حدی مختل کند.

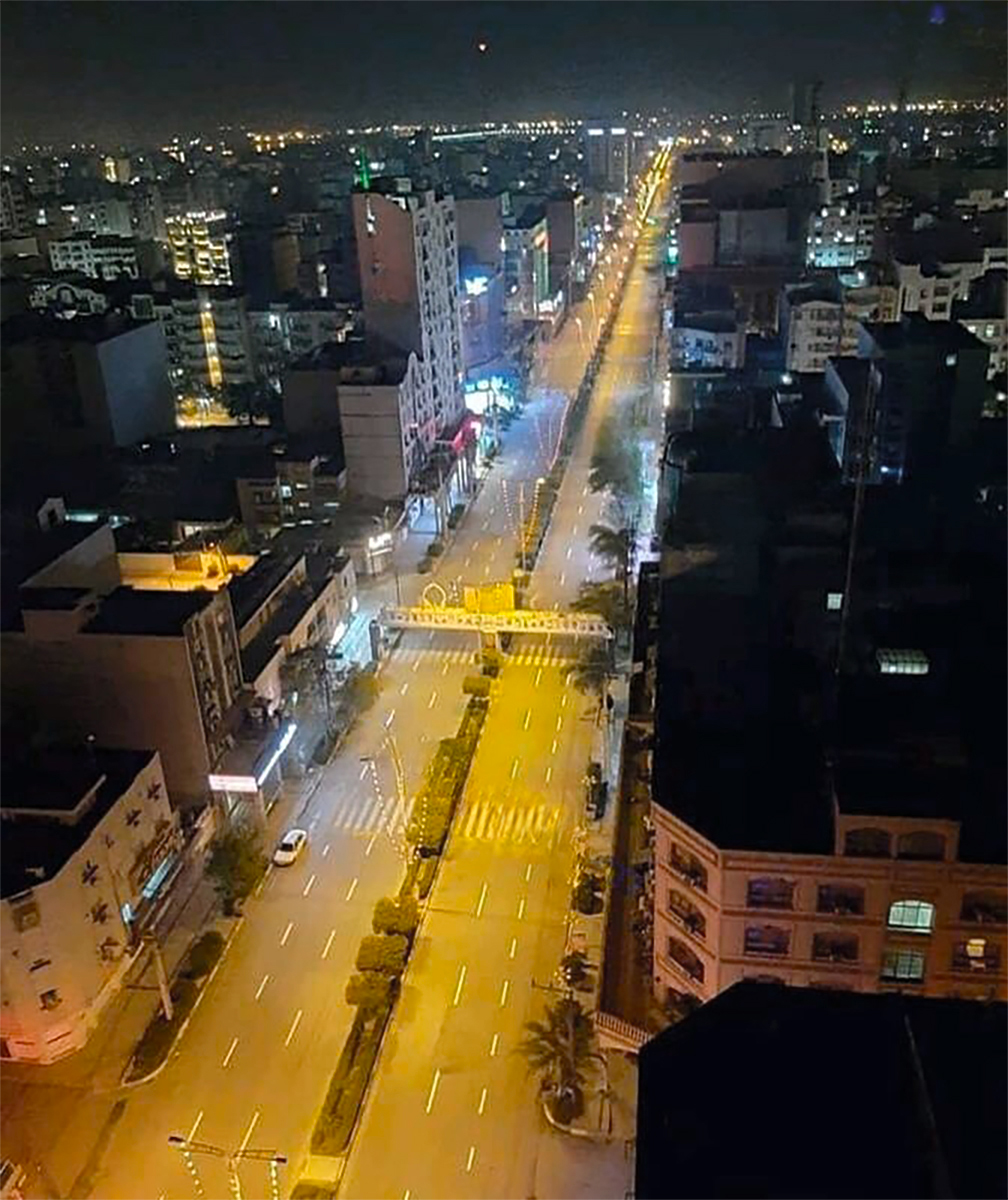
خیابان اروند - ابتدای دورهٔ قرنطینه، جهت مقابله با ویروس کرونا - اسفند ۲۵۷۹ ش. (۱۳۹۸ خ.)

## خیابان‌های مهم
کیان‌آباد، سه خیابان اصلی دارد:
- خیابان زنجیره‌ای
- خیابان اروند
- خیابان وهابی

## نقاط قوت و ضعف

### نقطه قوت[۵]
- فضای شهری نوین
- خیابان‌بندی منظم و استاندارد
- آرامش و امنیت بالا
- سطح فرهنگ بالا، به جهت تعامل بیشتر قومیت‌های متفاوت با یکدیگر

### نقطه ضعف[۳][۱۱]
- قیمت بالای خرید و اجاره ملک
- ترافیک بالای وسایل نقلیه، در ساعات اوج رفت‌وآمد
- نیاز به بازسازی بازار میوه‌فروشان خیابان سبحان
- صدای بلند قطار و تأثیر لرزش‌های راه‌آهن بر آرامش شهروندهای ساکن خیابان‌های غربی و خیابان زنجیره‌ای